# Shah wa Arus-dammen
Shah wa Arus-dammen är en dammbyggnad i östra Afghanistan, 23 kilometer nordväst om huvudstaden Kabul. Den dämmer floden Shakar Dara och ligger i distriktet Shakar Dara, i provinsen Kabul. Dammen befinner sig 2 091 meter över havet.
Närmaste större samhälle är Paghman, 13 kilometer sydväst om Shah wa Arus-dammen. 